# En avant vers la victoire finale
En avant vers la victoire finale (coréen: 최후의 승리를 향하여 앞으로) est un hymne de propagande nord-coréen dédié au leader Kim Jong-Un. L'hymne est une continuation de la tradition nord-coréenne de composer des hymnes dédiés au leader du pays, Kim Il-sung ayant lHymne au général Kim Il-sung et Kim Jong-Il ayant lHymne au général Kim Jong-il. L'hymne est joué répétitivement dans les médias nord-coréens depuis juillet 2012.

## Paroles
Les paroles sont constituées de trois courtes strophes qui mettent de l'emphase sur l'unité politique (« En explosant la force mentale du cœur uni de nos millions de citoyens ») et la force économique du pays (« En élevant la balise de la nouvelle révolution industrielle du nouveau siècle »). Chaque strophe se termine en rassemblant la « grande nation du mont Baekdu (...) en avant vers la victoire finale ». Selon John Delury de l’université Yonsei, « victoire finale » fait référence à la réunification de le Corée.
Les paroles sont extraites d'un discours donné à l'occasion du centième anniversaire de la naissance de son grand-père Kim Il-sung, le fondateur de la Corée du Nord. Puisque les paroles sont tirées d'un discours prononcé par Kim Jong-un, l'hymne ne mentionne pas son nom, ce qui est différent des autres hymnes. L'image de la Corée étant « puissante et une nation prospère » est très importante, bien que contrairement aux autres chansons de propagande précédentes, la Corée du Nord n'est plus appelée taeguk (« pays fort », « grande puissance »), mais elle est appelée gukga (« pays »).

## Vidéoclip
À la télévision centrale nord-coréenne, l'hymne est diffusé avec un montage vidéo de 2 minutes 41 secondes. Il montre des images de montagnes nord-coréennes, de parades incluant des militaires, des citoyens et diverses armes, avec l'occasionnelle œuvre d'art de propagande du type du réalisme socialiste.